# فولك جانسون
فولك جانسون (بالسويدية: Folke "Pytta" Jansson)‏ هو منافس ألعاب قوى سويدي، ولد في 23 أبريل 1897 في يونشوبينغ في السويد، وتوفي في 18 يوليو 1965 في غوتنبرغ في السويد.

## وصلات خارجية
- فولك جانسون على موقع اللجنة الأولمبية الدولية (الإنجليزية)
- فولك جانسون على موقع أوليمبيديا (الإنجليزية)
- فولك جانسون على موقع اللجنة الأولمبية السويدية (السويدية)